# Брустман, Агнешка
Агнешка Брустман (пол. Agnieszka Brustman; 31 июля 1962, Варшава) — польская шахматистка, гроссмейстер среди женщин (1985).
Первых успехов добилась в соревнованиях девушек: в чемпионатах Польши (1976—1978) — 2-е место; в международных турнирах в Тапольце (1977 и 1978) — 1—2-е и 4-е места; чемпионка Европы (1980) и мира (1982). С 1978 участница ряда чемпионатов Польши, в том числе в 1982 — 1-е место. В составе команды Польши участница 9 олимпиад (1980—1996), в том числе 9-й — 8 очков из 11 (2-е место на запасной доске). С 1981 выступает в соревнованиях на первенство мира. Зональные турниры ФИДЕ: Быдгощ (1981) — 5—6-е; Велико-Тырново (1985) — 1—2-е (с Ж. Верёци-Петронич); Железноводск (межзональный турнир, 1985) — 3—4-е (с Л. Зайцевой, сыграв вничью 3 : 3 матч за 3-е место, вышла в следующий этап соревнований по дополнительным показателям); Тузла (межзональный турнир, 1987) — 3—4-е места (выиграла дополнительный матч за 3-е место у Л. Семёновой — 4 : 1); Мальмё (турнир претенденток, 1986) — 6-е место (самая молодая участница турнира); Цхалтубо (турнир претенденток, 1988) — 6-е место. Лучшие результаты в другие международные соревнованиях: Бэиле-Еркулане (1981) — 5-е; Нови-Сад (1981) — 3—5-е; Перник (1983) — 1-е; Яйце (1985) — 3—5-е; Варшава (1986) — 4—5-е; Гавана (1-й женский турнир в истории мемориалов Х. Р. Капабланки; 1986) — 4—5-е места.
В финале национального чемпионата она выступала в общей сложности 10 раз, выиграв восемь медалей: 4 злотых (1982, 1984, 1987 и 1996), 2 серебряных (1980, 1999) и 2 бронзовых (1983, 1995).
За заслуги перед польскими шахматами Польский Шахматный Союз удостоил её звания почётного члена в 2008 году.
В 2011 году он получила звание арбитра международного класса.
В 2004 году она окончила Университет социальной психологии и гуманитарных наук в Варшаве, получив степень магистра.

## Изменения рейтинга
| График не отображается по техническим причинам. Чтобы исправить это, воспроизведите график в новом формате, если это возможно. |